# 图特摩斯三世方尖碑

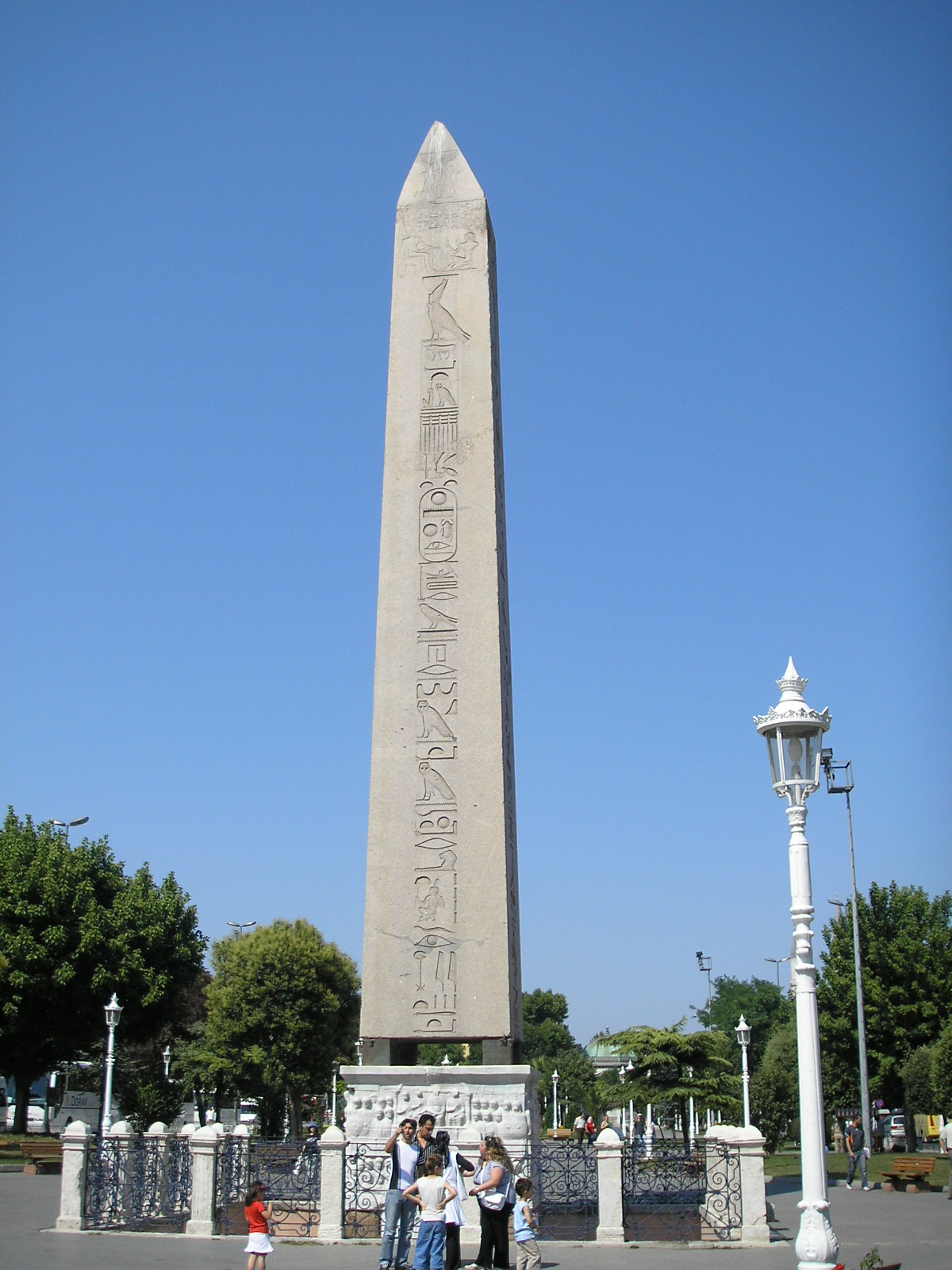
图特摩斯三世方尖碑

图特摩斯三世方尖碑，又名狄奥多西方尖碑(土耳其語：Dikilitaş）是古埃及法老图特摩斯三世的方尖碑（大约公元前1490年），原来安放在卢克索的卡纳克神庙，公元390年，罗马皇帝狄奥多西大帝将其运回君士坦丁堡，安放在君士坦丁堡赛马场（今土耳其伊斯坦布尔的苏丹艾哈迈德广场），现在仍然保存完好。